# Maria Anna von Österreich (1718–1744)

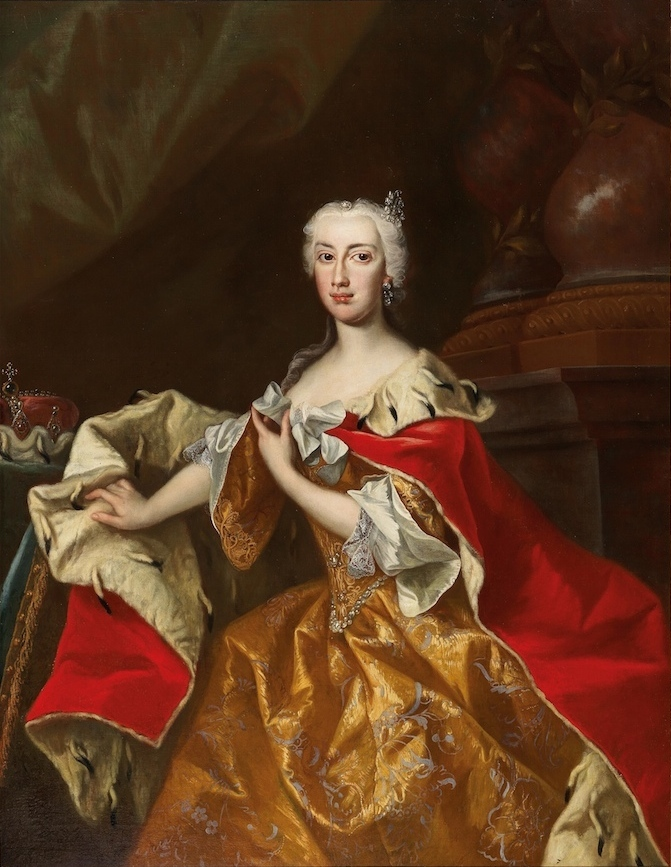
Maria Anna von Österreich

Maria Anna von Habsburg (* 14. September 1718 in Wien; † 16. Dezember 1744 in Brüssel) war Erzherzogin von Österreich, Herzogin von Lothringen sowie kurzzeitig 1744 Statthalterin der habsburgischen Niederlande.

## Leben

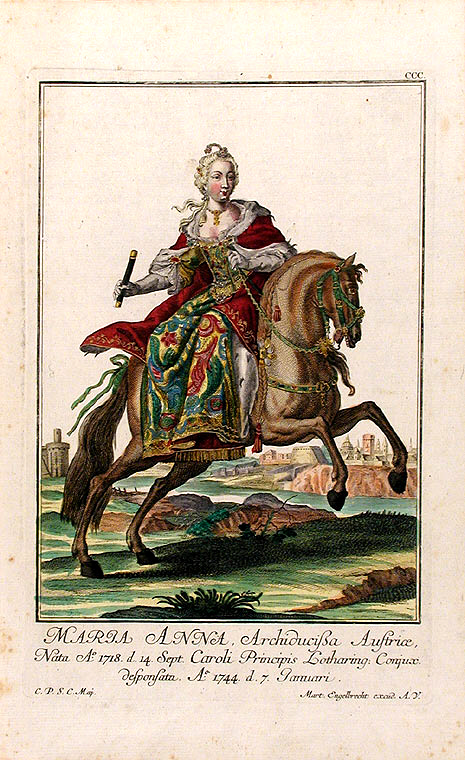
Erzherzogin Maria Anna

Erzherzogin Maria Anna Eleonore Wilhelmine Josepha von Österreich wurde am 14. September 1718 als drittes Kind und zweite Tochter von Kaiser Karl VI. von Österreich und seiner Gemahlin Elisabeth Christine von Braunschweig-Wolfenbüttel in Wien geboren. Maria Anna war die jüngere Schwester von Maria Theresia. Ihre Geburt und die Zeremonien bei ihrer Taufe, während der ihre Tante Maria Elisabeth sie im Namen der portugiesischen Königin über das Taufbecken hielt, wurden in Wien mit außerordentlicher Pracht gefeiert. Die aus dem gleichen Anlass am 27. September 1718 abgehaltenen Feiern in Brüssel waren bescheidener. Dabei wohnte der niederländische Statthalter in der Kirche St. Gudula den religiösen Zeremonien bei, die am Abend mit der Illumination der bedeutendsten Gebäude der Stadt ausklangen.
Die Geburt Maria Annas löste aber fast öffentliche Unruhen aus, da man diesmal auf einen Thronfolger gehofft hatte. Elisabeth Christine von Braunschweig-Wolfenbüttel gebar während ihrer Ehe mit Kaiser Karl VI. von Österreich vier Kinder. Das erste Kind, der Stammhalter Leopold Johann, wurde im April 1716 geboren und starb bereits wenige Monate später. Das letzte Kind, Maria Amalia, wurde 1724 geboren und wurde nur sechs Jahre alt. Übrig blieben die Töchter Maria Theresia und ihre jüngere Schwester Maria Anna.
Maria Anna wuchs zusammen mit ihrer älteren Schwester am Kaiserhof in Wien auf. Ihre Erziehung lag in den Händen der verwitweten Gräfin von Thurn und Taxis, geb. Gräfin Souches. Sie verliebte sich bereits in früher Jugend in Karl Alexander von Lothringen, den jüngeren Bruder von Franz I. Stephan von Lothringen. Allerdings waren viele Widerstände vor der Hochzeit zu überwinden. Unter anderem sprach sich auch Kaiser Karl VI. gegen die Vermählung seiner Tochter aus, da ihm der zukünftige Schwiegersohn politisch zu unbedeutend erschien. Erst nach seinem Tod 1740 und zähen Verhandlungen gab Maria Theresia die Erlaubnis zur Eheschließung.
Am 7. Januar 1744 fand die Trauung zwischen Maria Anna und Karl Alexander in der Wiener Augustinerkirche statt. Am nächsten Tag erhielt Maria Anna durch von ihrer Schwester Maria Theresia ausgestellte Letters Patent die Teilhabe an der Statthalterschaft in den habsburgischen Niederlanden übertragen, die sie von nun an gemeinsam mit ihrem Gatten Karl Alexander ausüben sollte. Bis 1741 hatte ihre verstorbene Tante Maria Elisabeth die Statthalterschaft innegehabt. Die Frischvermählten verließen Wien am 3. Februar 1744 und kamen am folgenden 24. Februar im niederländischen Dorf Westwezel an, wo sie der bevollmächtigte Minister, Graf Karl Ferdinand von Königsegg-Erps, an der Spitze eines Trupps von Husaren begrüßte. Von dort zog das hochadlige Paar weiter nach Antwerpen und Mecheln, wo es sich jeweils eines glänzenden Empfangs erfreuen konnte. Unter dem Jubel der Einwohner zog es am 26. März in Brüssel ein, wo es residierte.
Im Mai 1744 musste Karl Alexander Brüssel verlassen, um im Zuge des Österreichischen Erbfolgekriegs das Kommando der Rheinarmee zu übernehmen. Er überließ Maria Anna, die ihr erstes Kind erwartete, derweilen die Regentschaft über die Niederlande. Unterstützt wurde sie hierin durch den bevollmächtigten Minister Graf Wenzel Anton von Kaunitz-Rietberg. Gemeinsam mit diesem musterte sie am 26. Mai das Lager der in Asse versammelten niederländischen und englischen Truppen, die einen eventuellen französischen Angriff abwehren sollten.
Während der Abwesenheit ihres Gatten unterhielt Maria Anna mit ihrer Schwester Maria Theresia eine Korrespondenz über politische Angelegenheiten in Europa. Darin erläutert Maria Theresia detailreich ihre diplomatischen Beziehungen mit Burmania, dem niederländischen Botschafter, und Thomas Robinson, dem englischen Gesandten in Wien. Diese Briefe erörtern insbesondere, welche Maßnahmen zur Verhinderung eines französischen Einfalls in die Niederlande zu ergreifen seien.
In ihren Briefen hatte Maria Theresia häufig Besorgnis über eine Schwangerschaft ihrer Schwester wegen derer Korpulenz ausgedrückt. Tatsächlich kam das Mädchen, das Maria Anna am 9. Oktober gebar, tot zur Welt. An den Folgen der schwierigen Niederkunft starb auch die seitdem unter ständigem Fieber leidende Maria Anna bereits am 16. Dezember 1744 im Alter von nur 26 Jahren. Ihr Leichenbegängnis wurde mit großem Pomp gefeiert. Graf Kaunitz-Rietberg leitete die Regierung in den Niederlanden bis zur Rückkehr von Maria Annas Ehemann, Karl Alexander.
Später wurde Maria Anna nach Wien überführt und in der Kaisergruft zusammen mit ihrem totgeborenen Kind beigesetzt. Ihre Herzurne befindet sich in der Loretokapelle der Wiener Augustinerkirche, ihre Eingeweideurne in der Herzogsgruft. Maria Anna gehört damit zu jenen 41 Personen, die eine „Getrennte Bestattung“ mit Aufteilung des Körpers auf alle drei traditionellen Wiener Begräbnisstätten der Habsburger (Kaisergruft, Herzgruft, Herzogsgruft) erhielten.
Karl Alexander ging nach ihrem frühen Tod keine weitere Ehe ein.
Nur wenige Tage nach Maria Anna verstarb auch Franz Stephans und Karl Alexanders Mutter, Elisabeth Charlotte von Lothringen (1676–1744).

## Ahnentafel
| Ahnentafel Herzogin Maria Anna        | Ahnentafel Herzogin Maria Anna                                                                   | Ahnentafel Herzogin Maria Anna                                                                   | Ahnentafel Herzogin Maria Anna                                                                   | Ahnentafel Herzogin Maria Anna                                                                   | Ahnentafel Herzogin Maria Anna                                                                   | Ahnentafel Herzogin Maria Anna                                                                   | Ahnentafel Herzogin Maria Anna                                                                                     | Ahnentafel Herzogin Maria Anna                                                                                     |
| ------------------------------------- | ------------------------------------------------------------------------------------------------ | ------------------------------------------------------------------------------------------------ | ------------------------------------------------------------------------------------------------ | ------------------------------------------------------------------------------------------------ | ------------------------------------------------------------------------------------------------ | ------------------------------------------------------------------------------------------------ | --- | --- |
| Urgroßeltern                          | Kaiser Ferdinand III. (1608–1657) ⚭ 1631 Maria Anna von Spanien (1606–1646)                      | Kaiser Ferdinand III. (1608–1657) ⚭ 1631 Maria Anna von Spanien (1606–1646)                      | Kurfürst Philipp Wilhelm (1615–1690) ⚭ 1653 Elisabeth Amalie von Hessen-Darmstadt (1635–1709)    | Kurfürst Philipp Wilhelm (1615–1690) ⚭ 1653 Elisabeth Amalie von Hessen-Darmstadt (1635–1709)    | Herzog Anton Ulrich (1633–1714) ⚭ 1656 Elisabeth Juliane von Holstein-Norburg (1634–1704)        | Herzog Anton Ulrich (1633–1714) ⚭ 1656 Elisabeth Juliane von Holstein-Norburg (1634–1704)        | Graf Albrecht Ernst I. von Oettingen-Oettingen (1642–1683) ⚭ 1665 Christine Friederike von Württemberg (1644–1674) | Graf Albrecht Ernst I. von Oettingen-Oettingen (1642–1683) ⚭ 1665 Christine Friederike von Württemberg (1644–1674) |
| Großeltern                            | Kaiser Leopold I. (1640–1705) ⚭ 1676 Eleonore Magdalene Therese von der Pfalz (1655–1720)        | Kaiser Leopold I. (1640–1705) ⚭ 1676 Eleonore Magdalene Therese von der Pfalz (1655–1720)        | Kaiser Leopold I. (1640–1705) ⚭ 1676 Eleonore Magdalene Therese von der Pfalz (1655–1720)        | Kaiser Leopold I. (1640–1705) ⚭ 1676 Eleonore Magdalene Therese von der Pfalz (1655–1720)        | Herzog Ludwig Rudolf (1671–1735) ⚭ 1690 Christine Luise von Öttingen (1671–1747)                 | Herzog Ludwig Rudolf (1671–1735) ⚭ 1690 Christine Luise von Öttingen (1671–1747)                 | Herzog Ludwig Rudolf (1671–1735) ⚭ 1690 Christine Luise von Öttingen (1671–1747)                                   | Herzog Ludwig Rudolf (1671–1735) ⚭ 1690 Christine Luise von Öttingen (1671–1747)                                   |
| Eltern                                | Kaiser Karl VI. (1685–1740) ⚭ 1708 Elisabeth Christine von Braunschweig-Wolfenbüttel (1691–1750) | Kaiser Karl VI. (1685–1740) ⚭ 1708 Elisabeth Christine von Braunschweig-Wolfenbüttel (1691–1750) | Kaiser Karl VI. (1685–1740) ⚭ 1708 Elisabeth Christine von Braunschweig-Wolfenbüttel (1691–1750) | Kaiser Karl VI. (1685–1740) ⚭ 1708 Elisabeth Christine von Braunschweig-Wolfenbüttel (1691–1750) | Kaiser Karl VI. (1685–1740) ⚭ 1708 Elisabeth Christine von Braunschweig-Wolfenbüttel (1691–1750) | Kaiser Karl VI. (1685–1740) ⚭ 1708 Elisabeth Christine von Braunschweig-Wolfenbüttel (1691–1750) | Kaiser Karl VI. (1685–1740) ⚭ 1708 Elisabeth Christine von Braunschweig-Wolfenbüttel (1691–1750)                   | Kaiser Karl VI. (1685–1740) ⚭ 1708 Elisabeth Christine von Braunschweig-Wolfenbüttel (1691–1750)                   |
| Maria Anna von Österreich (1718–1744) |                                                                                                  |                                                                                                  |                                                                                                  |                                                                                                  |                                                                                                  |                                                                                                  | | |